# Cumnock (New South Wales)
Cumnock ist ein Ort im geographischen Zentrum des australischen Bundesstaates New South Wales. Er liegt an der quer durch das Land führenden, mittlerweile jedoch stillgelegten Eisenbahnstrecke von Molong nach Dubbo. Bei der Volkszählung 2021 hatte Cumnock eine Bevölkerungszahl von 261 Einwohnern. Der Ort wurde nach der gleichnamigen schottischen Stadt in Ayrshire benannt, der Heimat eines frühen Siedlers namens Straborn.
Als erste Gemeinde entwickelte Cumnock ein „Farmhaus-Vermietungs-Programm“, das Farmhäuser für die symbolische Miete von einem Dollar verfügbar machte, um so neue Familien in die Gegend zu locken. Dieses Programm wurde von einigen anderen ländlichen Gemeinden übernommen.

## Bekannte Einwohner
- Chris McKivat (1879–1941), Olympiateilnehmer und Captain beider Rugby-Code-Nationalmannschaften
- Tim Gavin (* 1963), Rugby-Spieler
- Susan Barbara Zogu, geborene Cullen-Ward (1941–2004), Ehegattin von Leka Zogu, dem albanischen Kronprinzen